# Mezőhegyes
Mezőhegyes is een plaats (város) en gemeente in het Hongaarse comitaat Békés. Mezőhegyes telt 6262 inwoners (2001).
In deze plaats bevinden zich de paardenstallen waar het cavaleriepaard de Nonius werd gefokt en getraind. De staatsstoeterij in Mezőhegyes werd in 1785 opgericht door Keizer Jozef II. 

## Afneeldingen

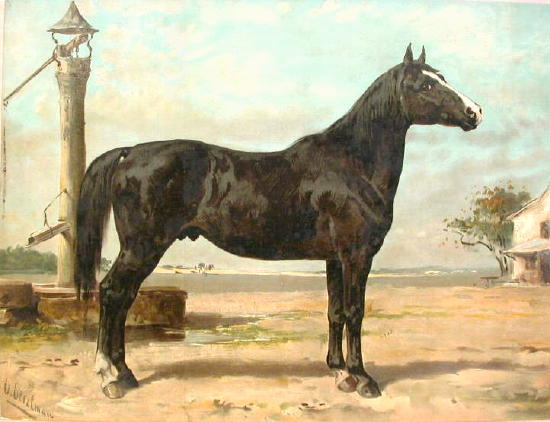
Nonius, 1898, Otto Eerelman
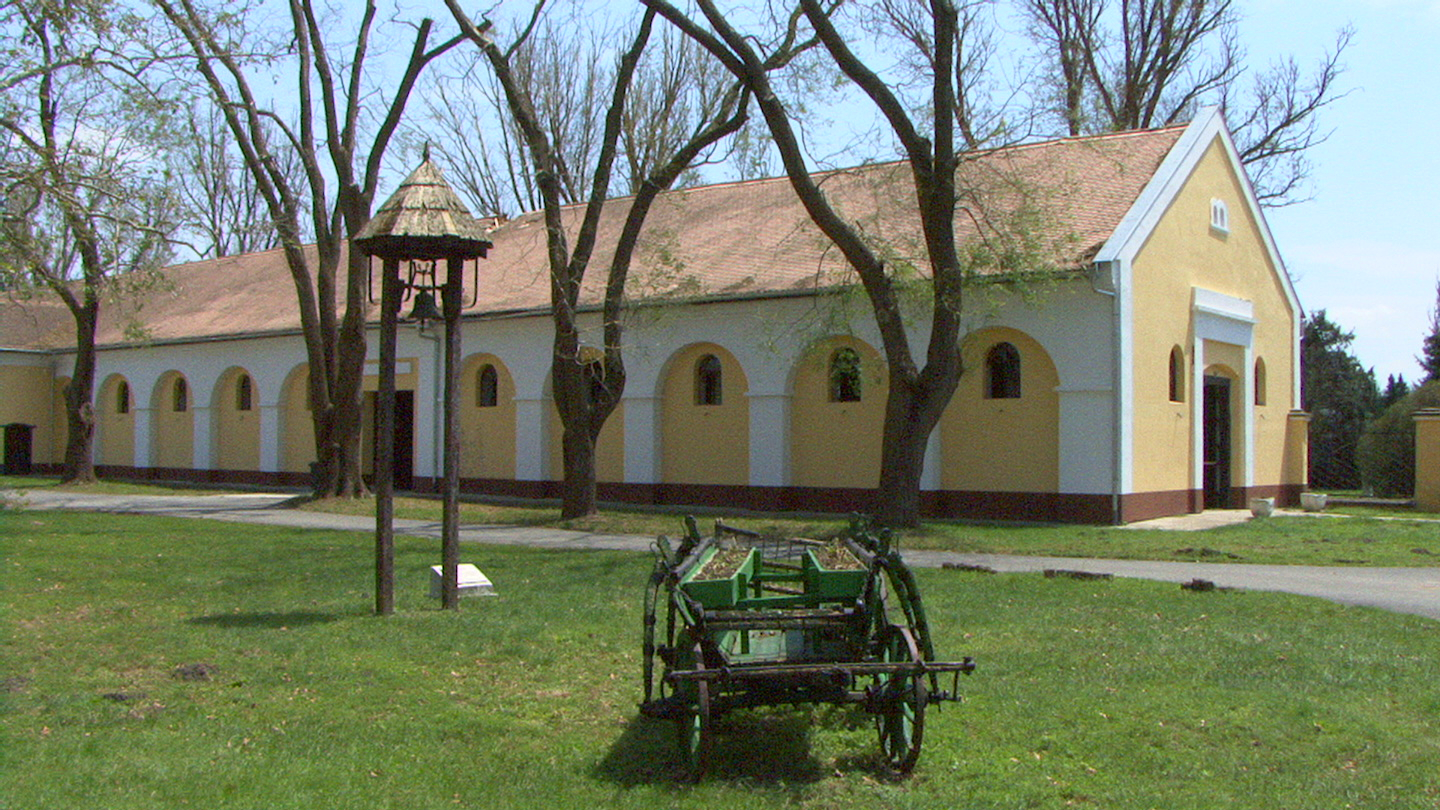
Stallen van stoeterij Mezőhegyes